# Sara Skjoldnes
Sara Skjoldnes (Skien, 1991) è una modella norvegese, eletta Frøken Norge 2009 il 28 marzo 2009 presso Lillestrøm.
La diciottenne Skjoldnes è riuscita ad avere la meglio fra le dodici concorrenti del concorso, ottenendo la possibilità di rappresentare la propria nazione a Miss Mondo, mentre Eli Landa ha ottenuto la possibilità di partecipare a Miss Universo. Il 12 dicembre dello stesso anno quindi Sara Skjoldnes ha rappresentato la Norvegia in occasione del concorso di bellezza internazionale Miss Mondo 2009, che si è tenuto presso il Gallagher Convention Centre di Johannesburg in Sudafrica, ed al quale hanno partecipato 112 concorrenti da tutto il mondo. La modella non è riuscita a superare la fase iniziale del concorso e quindi non ha avuto accesso alle semifinali, ma è riuscita ad ottenere la terza posizione per la fascia di Miss World Talent.

## Vita privata
Sara Skjoldnes è sentimentalmente legata al cantante Ben Adams, componente della boy band britannica A1, conosciuto proprio sul palco di Frøken Norge.